# Супербабуся
Супербабуся — українське психологічне реаліті-шоу від творців проєкту про виховання дітей «Супермама». Прем'єра 1 сезону відбулася 21 липня 2021.

## Про проєкт
Структура випусків залишиться такою ж, як у реаліті за участю мам: щотижня нова четвірка бабусь із різними поглядами на життя і виховання онуків боротиметься за звання найкращої. Героїні вирушать у гості одна до одної, після чого виставляють оцінки своїм суперницям у трьох категоріях: хазяйновитість, самореалізація і виховання онуків.У фіналі тижня свій найвищий бал одній із учасниць віддасть і ведучий програми Дмитро Карпачов. Героїня, яка набере найбільшу кількість балів, отримає звання «Супербабуся». Найбільша оцінка — 10 балів.

## 1 сезон

### Бабусі-переможниці
| № | Учасниця          | Прізвисько              | Вік      | Випуск |
| - | ----------------- | ----------------------- | -------- | ------ |
| 1 | Світлана Хан      | бабуся-дачниця          | 43 роки  | 1-4    |
| 2 | Сніжана Луферцова | бізнес-бабуся           | 53 роки  | 5-8    |
| 3 | Світлана          | хазяйновита бабуся      | 49 років | 9-12   |
| 4 | Інна Сотник       | бабуся-вчителька        | 45 років | 13-16  |
| 5 | Ольга Єрмолович   | бабуся за викликом      | 67 років | 17-20  |
| 6 | Ната Каблюк       | бабуся майбутньої зірки | 53 роки  | 21-24  |
| 7 | ТВА               | ТВА                     | ТВА      | 25-28  |